# Forbidden Rose
Forbidden Rose é o segunda marca de perfumes, e sucessor do Black Star, da cantora Avril Lavigne lançada em 1 de julho de 2010 pela mesma empresa, a Procter & Gamble Prestige e vendida na rede de lojas Kohl's.
Depois de anunciada o título da marca houve notícias a respeito do mesmo que remetia, assim como provavelmente para uma gíria relacionada a uma vagina, o qual em uma entrevista Avril não sabia. E que o nome era pra ser traduzida como uma "rosa negra e misteriosa".

## Criação
A fragrância demorou dois anos para ser desenvolvido, incluindo a criação da mesma, design de embalagens de produtos e marketing e publicidade em geral. Avril disse em entrevista, para a revista alemã "InStyle" em junho de 2010, sobre a criação de Forbidden Rose que não é simplesmente um típico perfume florido e feminino, contém uma mistura forte. É um pouco gótico, delicado e misterioso, e afirma que é uma auto-descrição, um cheiro muito próprio da Avril Lavigne. E que a cantora gostou da área da perfumaria, inclusive seus parentes, por isso resolveu lançar um sucessor de Black Star.
| “ | Forbidden Rose é fresco, tem atitude e divertida. Me faz me sentir bem. Todas as minhas amigas usam, então nós cheiramos iguais, basicamente. | ” |

Na entrevista pro site "StyleList" Avril Lavigne disse que ela estava envolvia em tudo e com isso ela pode ter a certeza de colocar seu nome e se representar. Lavigne não interferiu apenas na criação e sim, com toda a mensagem envolvida incluindo a campanha publicitária. A cantora disse que ela gosta de seus perfumes e defende que dá pra usar a Forbidden Rose de dia e de noite.

## Conteúdo
O frasco do perfume tem forma de um cristal que vem junto, em gel de banho para loção corporal, desodorante spray além de perfume. A garrafa possui um fio de prata farpado cercando o pescoço do pote, enquanto uma tampa de forma de rosa em cor preto, completa o design como uma tampa brilhante.
A tampa do frasco tem aroma de Maçã Vermelha, Vinho de pêssego e pimenta preta.
Coração: Flor de lótus, flor de heliotrópio e granada (Romã).
Base: Praline Agreement, sândalo e baunilha. Os Tamanhos disponíveis são 15ml, 30ml e 50ml, com preço variando entre 17,50 e 35 Euros.

## Divulgação
Foi feito um comercial de "Forbidden Rose" pra divulgação, que começa em um jardim de estilo gótico. Lavigne caminha primeiramente para um portão, o qual está fechado para ela. Ela entra, e uma rajada de vento chama a atenção para um ponto de luz. Avril encontra o frasco "Forbidden Rose", que ela pega, entre os espinhos que o rodeiam, e abre lentamente para deixar a mão passar. Ela sorri, e joga para a câmera. Ao contrário de sua fragrância anterior, Black Star, o vídeo não apresentam um jingle cantado por Lavigne. O perfume começou a ser vendido nos EUA em 1 de junho de 2010, e na Alemanha e Inglaterra no final do mesmo mês. No resto da Europa, será vendido em agosto, com exclusividade nas lojas Kohl's.

## Prêmios
Forbidden Rose recebeu uma indicação na premiação America's Annual FiFi. A fragrância está disputando na categoria de melhor fragrância do ano.